# Ökonomismus
Der Begriff Ökonomismus wird primär wissenschaftlich, gelegentlich auch politisch verwendet. Je nach Verwendungsbereich bedeutet er:
- eine Überbetonung ökonomischer Faktoren in gesellschaftlichen Entwicklungstheorien,
- einen von der Wirtschaftsethik kritisierten „umfassenden Erklärungs- und Bewertungsanspruch ökonomischer Theoriebildung“, kurz: die „Dominanz der Ökonomie“,[1]
- in der Geschichte des Marxismus einen Gegenbegriff zur „politischen“ Strömung, wobei die erstere den politischen Kampf auf bloß ökonomische Reformen beschränken wolle, die zweitere die Notwendigkeit einer breiteren politischen Aktivität der Arbeiterklasse in Form einer Partei betone,
- in der Methodologie die Anwendung ökonomischer Modelle auf andere Bereiche der Sozialwissenschaften.

## Ökonomismus als Gesellschaftskritik
Eine aktuelle Verwendung des Begriffs „Ökonomismus“ findet sich in der Berliner Rede von Bundespräsident Johannes Rau am 12. Mai 2004:

„Unser demokratischer Staat ist mehr als ein Dienstleistungsbetrieb und auch mehr als eine Agentur zur Stärkung des Wirtschaftsstandorts. Der Staat schützt und stärkt die Freiheit der Bürger auch vor den gesellschaftlichen und ökonomischen Kräften, die die Freiheit des Einzelnen längst viel stärker bedrohen als jede Obrigkeit. Dazu legt er auch Regeln und Pflichten zu Gunsten der Gemeinschaft fest. Damit schafft der Staat Freiräume gegen puren Ökonomismus und gegen das alles beherrschende Dogma von Effizienz und Gewinnmaximierung.“

Der Begriff Ökonomismus im Sinne eines „Wertfreiheitsanspruches in der Ökonomik“ wurde in den 1930er Jahren – so vermutet Peter Ulrich – von dem Sozialwissenschaftler Gerhard Weisser geprägt. Mitte der 1950er Jahre kritisierte Weisser damit die mit der neoklassischen Wende einhergehende wirtschaftssystematische Konsequenz der Gegenüberstellung einer sich als wertfrei verstehenden reinen Ökonomik auf der einen Seite und einer als sachfremd angesehenen Ethik auf der anderen. Weisser sah in dieser Zwei-Welten-Konzeption die Ursache für eine Übersteigerung der ökonomischen Logik zu einem „ideologischen Ökonomismus“. Eine selbständige Sphäre des ‚Wirtschaftlichen‘ neben der Sphäre des ‚Sozialen‘ und ‚Kulturellen‘ kann es nach Weisser nicht geben.

## Ökonomismus als Gesellschaftstheorie
Karl Popper beschreibt den „Historizismus“ marxistischer Prägung im Gegensatz zu Hegels Idealismus oder Mills Psychologismus als einen „Ökonomismus“. Denn Marx behaupte in Gegensatz zu Hegel, dass der Schlüssel zur Geschichte, sogar zur Ideengeschichte, in der Entwicklung der Beziehungen zwischen dem Menschen und seiner natürlichen Umgebung, seiner materiellen Welt, gefunden werden müsse, das heißt in seinem ökonomischen und nicht in seinem geistigen Leben.
Max Weber wandte sich gegen den ausschließlichen Ökonomismus bei Marx, wenngleich „die Ökonomie (...) für ihn erheblich mehr als nur ein Faktor unter anderen“ war.
Karl Polanyi war der Auffassung, dass sich nicht nur bei Marx, sondern auch in Ludwig Mises’ Marktliberalismus „ökonomistische Vorurteile“ finden.

## Marxistische Kritik am Ökonomismus
In der Geschichte der revolutionären Bewegung Russlands kam in der Parteipolemik der Sozialdemokratischen Arbeiterpartei Russlands um 1900 die Bezeichnung „Ökonomismus“ auf für die überhöhte Konzentration auf konkrete ökonomische Forderungen des Augenblicks von Seiten der Arbeiter, zum Nachteil dessen, was als eigentliche Aufgabe zu betrachten sei, nämlich die politische Freiheit durch den Sturz der autokratischen Zarenherrschaft zu gewinnen.
Im April 1899 entstand eine neue Zeitschrift, Rabotscheje Djelo (dt.: Arbeitersache), um die sich Männer versammelten, die man darauf „Ökonomisten“ nannte: V. P. Akimow (Machnowetz), B. Kritschewski und A. Martynow (Pikker). Diese wurden von Plechanow, Axelrod und Lenin des Ökonomismus beschuldigt. Lenin warf den Ökonomisten insbesondere auf den Seiten der „Iskra“ vor, den Marxismus als rein ökonomische Theorie misszuverstehen.
In seiner Schrift Was tun? kritisiert Lenin vor allem die Ignoranz der „Ökomomisten“ einerseits gegenüber der Theorie des Marxismus und andererseits gegenüber anderen Formen der Unterdrückung der zaristischen Autokratie, etwa gegenüber den Semstwo-Bauern und oppositionellen Studenten. Lenin unterschied zwischen dem ökonomischen und dem politischen Kampf der Arbeiter, was er auf die Organisationsformen der Gewerkschaften und der sozialdemokratischen Partei übertrug:

„[В]сякий секретарь тред-юниона ведет и помогает вести «экономическую борьбу с хозяевами и с правительством». И нельзя достаточно настаивать на том, что это еще не социал-демократизм, что идеалом социал-демократа должен быть не секретарь тред-юниона, а народный трибун, умеющий откликаться на все и всякие проявления произвола и гнета, где бы они ни происходили, какого бы слоя или класса они ни касались, умеющий обобщать все эти проявления в одну картину полицейского насилия и капиталистической эксплуатации, умеющий пользоваться каждой мелочью, чтобы излагать пред всеми свои социалистические убеждения и свои демократические требования, чтобы разъяснять всем и каждому всемирно-историческое значение освободительной борьбы пролетариата.“

„[J]eder Sekretär einer Trade-Union führt „den ökonomischen Kampf gegen die Unternehmer und gegen die Regierung“ und hilft ihn führen. Man kann nicht genug betonen, daß das noch nicht Sozialdemokratismus ist, daß das Ideal eines Sozialdemokraten nicht der Sekretär einer Trade-Union, sondern der Volkstribun sein muß, der es versteht, auf alle Erscheinungen der Willkür und Unterdrückung zu reagieren, wo sie auch auftreten mögen, welche Schicht oder Klasse sie auch betreffen mögen, der es versteht, an allen diesen Erscheinungen das Gesamtbild der Polizeiwillkür und der kapitalistischen Ausbeutung zu zeigen, der es versteht, jede Kleinigkeit zu benutzen, um vor aller Welt seine sozialistischen Überzeugungen und seine demokratischen Forderungen darzulegen, um allen und jedermann die welthistorische Bedeutung des Befreiungskampfes des Proletariats klarzumachen.“

Aus diesem Grund müsse die Sozialdemokratie sich auch in „liberalen“ Fragen bürgerlicher Rechte „einmischen“, was die „Ökonomisten“ als Kompromiss mit dem Liberalismus werteten.
In ähnlicher Weise richtete sich später Mao Zedong mit dem Begriff des Ökonomismus (jīngjìzhǔyì, 经济主义) gegen seine Gegner.
Von ökonomistischen Interpretationen des Marxismus grenzen sich in der Gegenwart die Neomarxisten ab.

## „Ökonomischer Imperialismus“ als wissenschaftlicher Ansatz
Als „Ökonomismus“ wird mitunter auch die interdisziplinäre Anwendung ökonomischer Modelle auf andere Bereiche der Sozialwissenschaften bezeichnet. Dabei handelt es sich nach Karl Homann „um einen methodologischen Ökonomismus, nicht um einen Ökonomismus in der Sache“. Damit wird Ökonomik nicht mehr durch einen spezifischen Gegenstandsbereich, also die Wirtschaft bestimmt, sondern formal als Anwendung der ökonomischen (genauer: mikroökonomischen) Methodik auf jedes beliebige Handeln. Dieses „Eindringen“ der Wirtschaftswissenschaft in die Bereiche anderer Sozialwissenschaften wird zum Teil auch als ökonomischer Imperialismus empfunden.
Als Hauptvertreter dieser Richtung gilt der amerikanische Wirtschaftsnobelpreisträger Gary S. Becker. Er sucht mit Hilfe einer in der Mikroökonomie üblichen Handlungstheorie politische Prozesse, gesellschaftliche Verhältnisse und soziales Handeln, beispielsweise Eheschließungen, Erziehung, Wahlverhalten, überhaupt jedwede Entscheidungsfindung auch im außerökonomischen Bereich mit Kosten-Nutzen-Erwägungen des handelnden Individuums zu erklären.
Unter dem Titel „Economic Imperialism“ fanden am 7.–10. Juni 1984 in Wien ein Workshop und ein Kolloquium statt; die entsprechenden Beiträge sind veröffentlicht. Die Thematik spannt sich von der Untersuchung des Beckerschen Erklärungsansatzes bis hin zur Wissenschaftstheorie, Geschichte, Soziologie, Politikwissenschaft, Rechtswissenschaft und Biologie.
Gary Beckers Handlungstheorie umfasst explizit dreierlei Komponenten: (1) eine Maximierungsstrategie (etwa von Nutzen oder Profit), (2) ein Marktgleichgewicht, (3) stabile Präferenzen.
Beckers handlungstheoretische Postulate sind demnach weitaus enger als etwa diejenigen, die von Karl Popper in seiner Situationslogik gemacht werden. So lehnt zum Beispiel auch Ludwig von Mises die Annahme von geordneten Präferenzen als völlig unrealistisch ab. Auch die Annahme einer Tendenz zum Marktgleichgewicht wird von vielen Ökonomen bestritten. Dennoch kann man argumentieren, dass Beckers Ansatz auch unter weniger strikten Annahmen interessante theoretische Einsichten erlaubt, indem er außerwirtschaftliche Bereiche wie einen (impliziten) Markt mit (impliziten) Preisen betrachtet.